# Open di Zurigo 2005
L'Open di Zurigo 2005 è stato un torneo femminile di tennis giocato sul cemento indoor. 
È stata la 22ª edizione del torneo, che fa parte della categoria Tier I nell'ambito del WTA Tour 2005.
Si è giocato nell'Hallenstadion di Zurigo in Svizzera, dal 17 al 23 ottobre 2005.

## Campionesse

### Singolare
Lindsay Davenport ha battuto in finale  Patty Schnyder con il punteggio di 7–6(5), 6–3

### Doppio
Cara Black /  Rennae Stubbs hanno battuto in finale  Daniela Hantuchová /  Ai Sugiyama con il punteggio di 6(6)–7, 7–6(4), 6–3